# Wilfred Agbonavbare
Wilfred Agbonavbare (ur. 5 października 1966 w Lagos, zm. 27 stycznia 2015 w Alcalá de Henares) – piłkarz nigeryjski grający na pozycji bramkarza.

## Kariera klubowa
Agbonavbare urodził się w 1966 roku w ówczesnej stolicy kraju Lagos. Piłkarską karierę zaczynał jednak gdzie indziej, bo w mieście Benin, w tamtejszym zespole New Nigerian Bank, w barwach którego w 1983 roku zadebiutował w pierwszej lidze w wieku 17 lat. Z czasem stał się pewnym punktem swojego zespołu w rozgrywkach ligi, a wręcz jego gwiazdą. Bronił udanie mając przed sobą takich obrońców jak Stephen Keshi, Sunday Eboigbe, Lawrence Orairo, Amos Edoseghe, Edema Benson czy Bright Omokaro. Przez okres gry w tym klubie wywalczył mistrzostwo kraju w 1985 roku oraz 3 razy z rzędu WAFU Cup (1983–1985). W 1990 Agbonavbare zmienił klub i przeszedł do BCC Lions, jednak w zespole z miasta Gboko wytrzymał tylko pół roku i w połowie roku wyjechał z ojczyzny.
Wilfred trafił do Europy, gdzie jego pierwszym klubem był drugoligowy Rayo Vallecano. W pierwszym sezonie gry nie udało się Agbonavbare ze swoim klubem awansować do Primera División. Sztuka ta udała się rok później, w sezonie 1991/1992 przy dużym udziale Wilfreda, który wyrósł na jednego z najlepszych bramkarzy drugiej ligi. W sezonie 1992/1993 Wilfred zadebiutował w hiszpańskiej ekstraklasie. Debiut miał miejsce w 1. kolejce ligowej, 5 września w przegranym wyjazdowym meczu z Valencią. W całym sezonie rozegrał 28 ligowych meczów i pomógł Rayo w utrzymaniu się w lidze. Zespół Rayo miał w tym duże problemy i zajął dopiero 17. pozycję ledwie 3 punkty nad strefą spadkową. Sezon później zespół spadł z ligi i wrócił do Segunda División. Agbonavbare rozegrał w nim 32 ligowe mecze i do niego nie można było mieć większych pretensji. Sezon 1994/1995 madrycki klub z Wilfredem w bramce spędził na drugim froncie, ale zajmując 2. pozycję na koniec rundy wiosennej powrócił w szeregi pierwszoligowców. Sezon 1995/1996 Agbonavbare rozpoczął w barwach Rayo i rozegrał 16 meczów w 1. lidze, jednak zimą 1996 trochę niespodziewanie odszedł z zespołu do drugoligowego zespołu Écija Balompié. Tam pograł półtora sezonu, jednak nie odniósł z tym zespołem większych sukcesów i w 1997 roku w wieku 31 lat zakończył piłkarską karierę.
| Sezon   | Klub                 | Kraj      | Rozgrywki        | Mecze | Bramki |
| ------- | -------------------- | --------- | ---------------- | ----- | ------ |
| 1983    | New Nigerian Bank FC | Nigeria   | Premier League   | ?     | ?      |
| 1984    | New Nigerian Bank FC | Nigeria   | Premier League   | ?     | ?      |
| 1985    | New Nigerian Bank FC | Nigeria   | Premier League   | ?     | ?      |
| 1986    | New Nigerian Bank FC | Nigeria   | Premier League   | ?     | ?      |
| 1987    | New Nigerian Bank FC | Nigeria   | Premier League   | ?     | ?      |
| 1988    | New Nigerian Bank FC | Nigeria   | Premier League   | ?     | ?      |
| 1989    | New Nigerian Bank FC | Nigeria   | Premier League   | ?     | ?      |
| 1990    | BCC Lions            | Nigeria   | Premier League   | ?     | ?      |
| 1990/91 | Rayo Vallecano       | Hiszpania | Segunda División | ?     | ?      |
| 1991/92 | Rayo Vallecano       | Hiszpania | Segunda División | ?     | ?      |
| 1992/93 | Rayo Vallecano       | Hiszpania | Primera División | 28    | 0      |
| 1993/94 | Rayo Vallecano       | Hiszpania | Primera División | 32    | 0      |
| 1994/95 | Rayo Vallecano       | Hiszpania | Segunda División | 31    | 0      |
| 1995/96 | Rayo Vallecano       | Hiszpania | Primera División | 16    | 0      |
| 1995/96 | Écija Balompié       | Hiszpania | Segunda División | ?     | ?      |
| 1996/97 | Écija Balompié       | Hiszpania | Segunda División | 23    | 0      |

## Kariera reprezentacyjna
W 1983 roku Agbonavbare był członkiem reprezentacji Nigerii na Młodzieżowe Mistrzostwa Świata w Meksyku. Początkowo siedział na ławce rezerwowych, gdyż spóźnił się na mistrzostwa z powodu końcowych egzaminów w szkole w Lagos. W meczu z Brazylią Nigeria przegrywała 0:3 do przerwy po 3 golach z rzutów wolnych i po przerwie na boisko wybiegł już Agbonavbare, który zastąpił słabo spisującego się Patricka Udoha. Wilfred nie puścił żadnego gola i wystąpił jeszcze w ostatnim meczu swojej reprezentacji w turnieju, zremisowanym 0:0 z Holandią.
W pierwszej reprezentacji Agbonavbare zadebiutował 16 grudnia 1983 w przegranym 2:5 towarzyskim meczu z Togo. Wilfred puścił wszystkie 5 goli w większości po jego błędach i od tego czasu nazywano go też „Agbonavbasket”.
Do reprezentacji powrócił po 10 latach i w eliminacjach do Mistrzostw Świata w USA wystąpił w 4 meczach. Rok później został powołany przez Clemensa Westerhofa do kadry na mistrzostwa, gdzie był rezerwowym bramkarzem dla Petera Rufaia oraz Alloysiusa Agu. Nie rozegrał tam ani minuty, a jego rodacy odpadli w 1/8 finału po porażce 1:2 z Włochami.
Ogółem w reprezentacji Nigerii Agbonavbare rozegrał 14 meczów.